# Butadieno
El 1,3-butadieno es un alqueno que se produce en la destilación del petróleo. El 1,3-butadieno ocupa el lugar número 36 entre las sustancias químicas de más alta producción en los Estados Unidos. Es un gas incoloro de olor levemente parecido a la gasolina.
El nombre Butadieno también puede hacer referencia a su isómero, 1,2-butadieno. Aunque su importancia es casi nula al lado del 1,3-butadieno. 
Cerca del 75% del 1,3-butadieno que se manufactura se usa para fabricar caucho sintético. El caucho sintético es usado extensamente en neumáticos para automóviles y camiones. También se usa para fabricar plásticos, entre los que se incluyen los acrílicos. La gasolina contiene pequeñas cantidades de 1,3-butadieno.

## Historia
En 1863, un químico francés aisló un hidrocarburo previamente desconocido de la pirólisis del alcohol amílico (pentanol). Este hidrocarburo se identificó como butadieno en 1886, después de que Henry Edward Armstrong lo aislara de entre los productos de pirólisis del petróleo. En 1910, el químico ruso Serguéi Lébedev trabajó con el butadieno polimerizado, y obtuvo un material con propiedades similares al caucho. Este polímero es, sin embargo, demasiado suave para sustituir el caucho natural en muchas funciones, sobre todo los neumáticos del automóvil.
La industria de butadieno se originó en los años previos a la Segunda Guerra Mundial. Muchas de las naciones beligerantes se dieron cuenta de que, en caso de guerra, podrían ser separados de las plantaciones de caucho controlado por el Imperio Británico, y trataron de eliminar su dependencia del caucho natural. En 1929, Eduard Tschunker y Bock Walter, trabajando para IG Farben en Alemania, hizo un copolímero de estireno y butadieno, que podría ser utilizado en los neumáticos del automóvil. La producción mundial se disparó rápidamente, con butadieno que se produce a partir de alcohol de grano en la Unión Soviética y los Estados Unidos y de acetileno derivado del carbón en Alemania.

## Usos
La mayoría del butadieno se polimeriza para producir caucho sintético. Mientras que el polibutadieno es en sí muy suave, casi líquido, los copolímeros preparados a partir de mezclas de butadieno con estireno y/o de acrilonitrilo, tales como acrilonitrilo butadieno estireno (ABS), acrilonitrilo-butadieno (NBR) y estireno-butadieno (SBR) son resistentes y elásticos . SBR es el material más utilizado para la escuela.
En cantidades más pequeñas, el butadieno se utiliza para hacer el intermediario del nylon, adiponitrilo, mediante la adición de una molécula de cianuro de hidrógeno a cada uno de los dobles enlaces en un proceso llamado hidrocianación desarrollado por DuPont. Otros materiales de caucho sintético como el cloropreno, y el sulfolano solvente también son fabricados a partir de butadieno. El butadieno se utiliza en la producción industrial de 4-vinilciclohexeno a través de una reacción de dimerización de Diels Alder. El vinilciclohexeno es una impureza común que se encuentra en el almacenamiento de butadieno. El Ciclooctadieno y el ciclododecatrieno se producen a través de reacciones dimerizadas y trimerizadas, catalizadas por níquel y titanio, respectivamente. El Butadieno también es útil en la síntesis de cicloalcanos y cicloalquenos, ya que reacciona con los dobles y los triples enlaces través de la reacción de Diels-Alder.